# Čukalovce
Čukalovce és un poble i municipi d'Eslovàquia. Es troba a la regió de Prešov, al nord del país.

## Història
La primera referència escrita de la vila data del 1567.

## Demografia
| Godina             | 1994 | 2004   | 2014    | 2024    |
| ------------------ | ---- | ------ | ------- | ------- |
| Nombre de persones | 169  | 153    | 175     | 156     |
| Diferència         |      | −9,46% | +14,37% | −10,85% |

| Godina             | 2023 | 2024  |
| ------------------ | ---- | ----- |
| Nombre de persones | 160  | 156   |
| Diferència         |      | −2,5% |